# Kensuke Fukuda
Kensuke Fukuda (født 24. juli 1984) er en japansk fodboldspiller, som spiller for den japanske fodboldklub Tochigi SC.